# Визовая политика Туркменистана

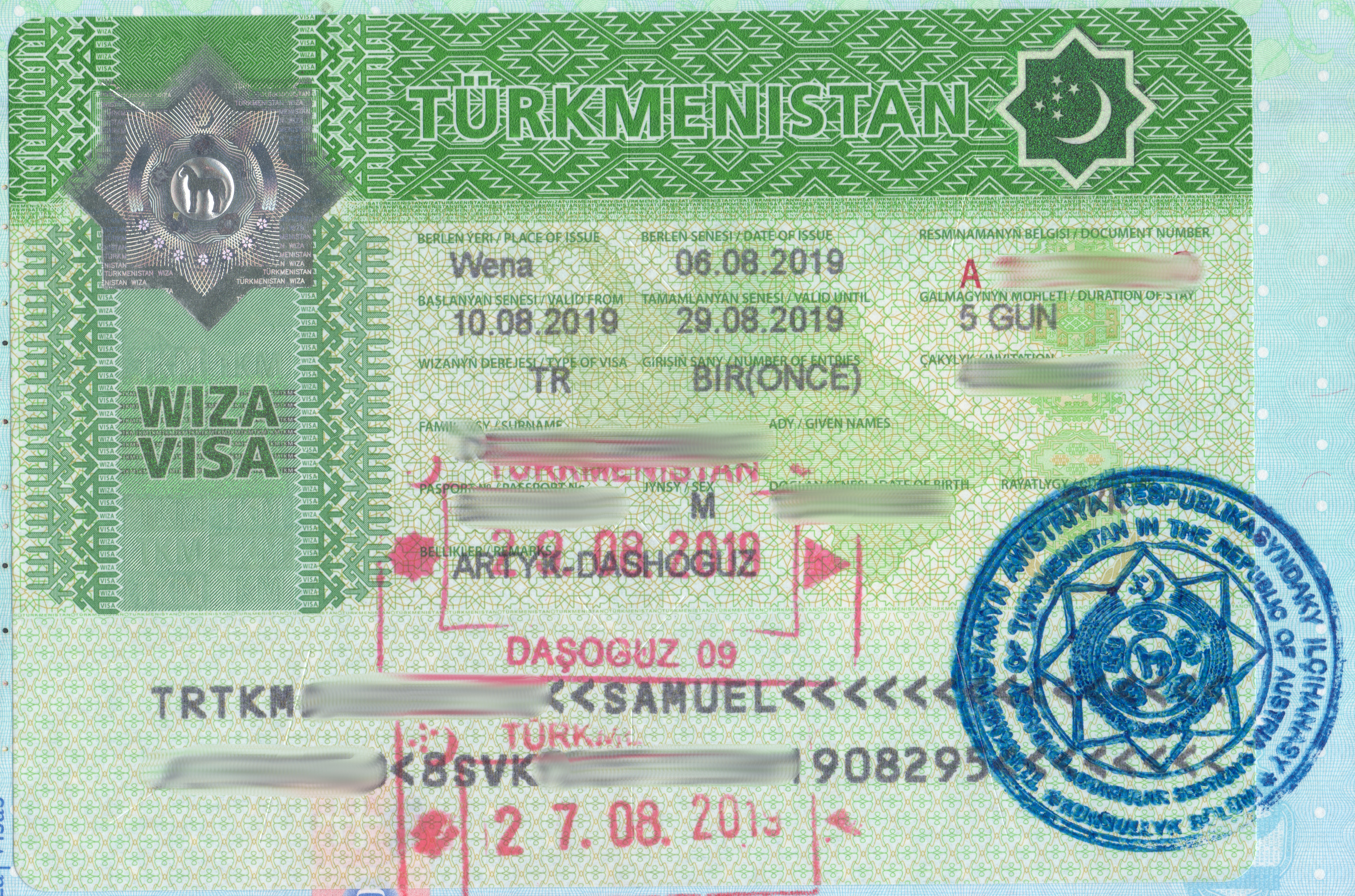
Туркменская транзитная виза сроком на 5 дней

Визовая политика Туркменистана состоит из требований, предъявляемых к иностранным гражданам для поездок в Туркменистан, въезда в данную страну и пребывания в ней. В соответствии с законом, для посещения Туркменистана гражданам всех стран требуется виза, если у них нет дипломатических паспортов или они не из определённых регионов Казахстана или Узбекистана.
Существуют следующие типы виз в Туркменистан: дипломатические, туристические, студенческие, частные, транзитные, лечебные, водительские, выездные. Для получения туристической визы в Туркменистан все иностранные граждане должны предоставить письмо-приглашение, выданное туристическим агентством, имеющим лицензию в Туркменистане. Обладатели приглашения, выданного компанией, зарегистрированной в Туркменистане с предварительного одобрения Министерства иностранных дел, могут получить визу по прибытии сроком на 10 дней с возможностью продления ещё на 10 дней. Также граждане всех стран имеют право на безвизовый транзит через международную транзитную зону международного аэропорта Ашхабада.
Для посещения Керки, Хазара, Дашогуза, Серахса и Серхетабада помимо визы требуется специальное разрешение, которое нужно получать в МИД Туркменистана заранее.

## Карта визовой политики

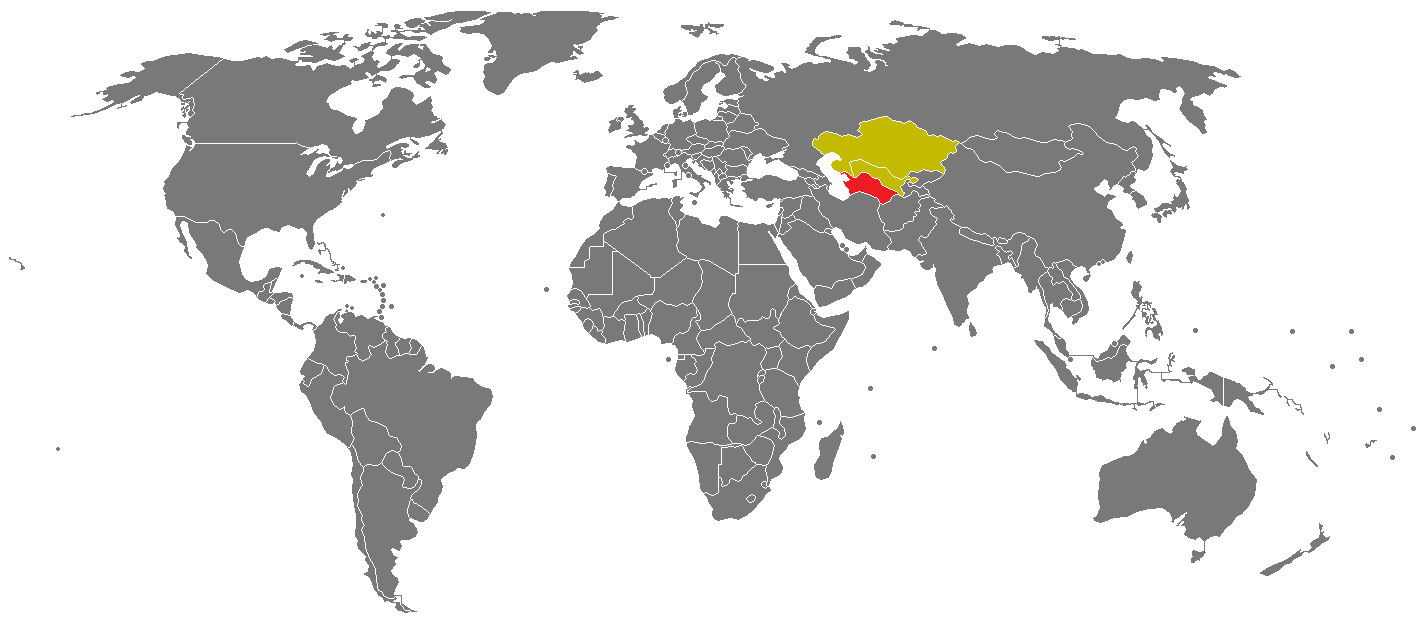
Визовая политика Туркменистана
Туркменистан
Безвизовый режим от 3 до 7 дней для жителей определённых регионов
Требуется получение визы

## Безвизовый въезд
- Казахстан. Жители Атырауской области и Мангистауской области имеют безвизовый въезд в Балканский велаят на срок до пяти дней[5].
- Узбекистан. Жители Амударьинского, Ходжейлийского, Кунградского районов и города Тахиаташ Каракалпакии, Бухарской области, Хорезмской области, Дехканабадского, Гузарского, Нишанского и Миришкорского районов Кашкадарьинской области и Шерабадского и Музрабадского районов Сурхандарьинской области имеют безвизовый въезд на срок до трёх дней. В течение праздников Ураза-байрам и Курбан-байрам въезд разрешён два раза в месяц, но не более семи дней[6].
- ООН. Иностранным гражданам с паспортами ООН разрешается в течение 30 календарных дней с даты прибытия без визы прибыть в Туркменистан, находиться в нём, выезжать за его пределы, пересекать границу и пересекать территорию транзитом через территорию Туркменистана. Иностранные граждане, являющиеся сотрудниками Организации Объединённых Наций или её специализированных агентств, аккредитованных Министерством иностранных дел Туркменистана, а также члены их семей освобождаются от выдачи визы на период работы в Туркменистане[7][8][9].

### Въезд по дипломатическим паспортам

Туркменистан
Безвизовый режим для владельцев паспортов дипломатической и служебной категории
Безвизовый режим для владельцев дипломатических паспортов
Виза по прибытии для владельцев дипломатических паспортов

Владельцам дипломатических паспортов Армении, Азербайджана, Беларуси, Болгарии, Венгрии, Грузии, Индии, Ирана, Казахстана, Кыргызстана, Китая, Молдавии, Монголии, ОАЭ, Пакистана, Румынии, России, Сингапура, Словакии, Таджикистана, Турции, Узбекистана, Украины, Чехии, Эстонии, Южной Кореи, Японии не требуется виза для посещения Туркменистана.
Владельцы дипломатических паспортов Великобритании, Канады, Новой Зеландии и США могут получить бесплатную визу по прибытии.

## Статистика въезда иностранных граждан в Туркменистан
Поскольку Туркменистан — одна из самых закрытых стран мира, очень немногие иностранцы получают туркменскую визу. При этом в 1990-е годы, непосредственно после обретения независимости Туркменистан был немного более открытой страной: так, например, в 1998 году страну посетили свыше 300 000 иностранцев. Однако в период с 2000 года количество выданных виз стало очень мизерным, учитывая политику изоляционизма, нейтралитет и диктатуру в Туркменистане.
| Год  | Кол-во туристов |
| ---- | --------------- |
| 1995 | 233 000         |
| 1996 | ▲ 282 000       |
| 1997 | ▲ 332 000       |
| 1998 | ▲ 380 000       |
| 1999 | нет данных      |
| 2000 | ▼ 3400          |
| 2001 | ▲ 5200          |
| 2002 | ▲ 10 800        |
| 2003 | ▼ 8200          |
| 2004 | ▲ 14 800        |
| 2005 | ▼ 11 600        |
| 2006 | ▼ 5600          |
| 2007 | ▲ 8200          |
| 2008 | ▲ 9777          |
| 2009 | ▼ 7628          |
| 2010 | ▲ 9631          |
| 2011 | ▼ 8687          |
| 2012 | нет данных      |
| 2013 | нет данных      |
| 2014 | ▲ ~10 000       |
| 2015 | ▬ ~10 000       |
| 2016 | ▼ 6000          |
| 2017 | ▲ ~10 000       |
| 2018 | ▬ ~10 000       |
| 2019 | ▲ 14 438        |